# Foronda
Foronda és un poble i concejo pertanyent al municipi de Vitòria. Tenia 34 habitants en (2008). Està enclavat en la Zona Rural Nord-oest de Vitòria.

## Municipi de Foronda
És un antic municipi rural del territori històric d'Àlaba, País Basc, que en 1974 va ser annexionat pel municipi de Vitòria. Es trobava al nord-oest de la ciutat de Vitòria. Estava format per 13 pobles Andetxa (herriburua zena), Arangiz, Artatza, Aztegieta, Foronda, Gereña, Legarda, Lopida, Mandoiana, Mendiguren, Otatza, Uribarri Dibiña i Ihurre.
El poble de Foronda donava nom al municipi, encara que la capital es trobava a Andetxa.
Tenia una extensió de 36,3 km² i una població propera als 700 habitants en el moment de la seva annexió. Els pobles que formaven antigament el municipi de Foronda sumen actualment una població de 754 habitants.